# Kristian Fæste
Kristian Fæste (* 24. März 1990) ist ein dänischer ehemaliger Fußballtorhüter.

## Karriere

### Verein
Kristian Fæste begann mit dem Fußball bei Bredballe IF. Von dort aus zog es ihn später in die Jugendabteilung von Vejle BK.
2008 kam er in ihre zweite Mannschaft. Nur ein Jahr gelangte er dann in ihre erste Mannschaft. Sein Debüt für die erste Mannschaft gab Fæste am 20. März 2010, als er am 19. Spieltag der Viasat-Sport-Division-Saison, im Spiel gegen den FC Fredericia, in der Startaufstellung stand. Von da an wurde er nun Stammtorwart.
Diesen Posten hatte er auch in der Saison darauf inne.

### Nationalmannschaft
Kristian Fæste machte am 3. August 2006 gegen Finnland sein erstes Spiel für die U-17-Auswahl Dänemarks. Sein zweites und letztes Spiel machte er zwei Tage später am 5. August 2006 beim 4:0 gegen England.
Es dauerte knapp drei Jahre, ehe Fæeste wieder für eine dänische Auswahl auflief. Am 5. März 2009 spielte Fæste erstmals für die dänische U-19-Auswahl. Beim 1:0-Sieg gegen die Altersgenossen aus Serbien stand er in der Anfangself. 
Sein letzter Einsatz für die U-19 absolvierte Fæste am 8. April 2009, als man mit 0:2 gegen Portugal verlor.
Am 23. Januar 2011 spielte Fæste in einem inoffiziellen U-21-Länderspiel gegen den ukrainischen Klub Schachtar Donezk. In jenem Spiel wurde Fæste zu Beginn der zweiten Halbzeit für Jonas Lössl eingewechselt. Die dänische U21 unterlag mit 2:3 gegen den Klub aus dem Donbas.